# Manoir de l'Aubinière
 (août 2024).
La mise en forme du texte ne suit pas les recommandations de Wikipédia : il faut le « wikifier ».
Les points d'amélioration suivants sont les cas les plus fréquents :
- Les titres sont pré-formatés par le logiciel. Ils ne sont ni en capitales, ni en gras.
- Le texte ne doit pas être écrit en capitales (les noms de famille non plus), ni en gras, ni en italique, ni en « petit »…
- Le gras n'est utilisé que pour surligner le titre de l'article dans l'introduction, une seule fois.
- L'italique est rarement utilisé : mots en langue étrangère, titres d'œuvres, noms de bateaux, etc.
- Les citations ne sont pas en italique mais en corps de texte normal. Elles sont entourées par des guillemets français : « et ».
- Les listes à puces sont à éviter, des paragraphes rédigés étant largement préférés. Les tableaux sont à réserver à la présentation de données structurées (résultats, etc.).
- Les appels de note de bas de page (petits chiffres en exposant, introduits par l'outil «  Source ») sont à placer entre la fin de phrase et le point final[comme ça].
- Les liens internes (vers d'autres articles de Wikipédia) sont à choisir avec parcimonie. Créez des liens vers des articles approfondissant le sujet. Les termes génériques sans rapport avec le sujet sont à éviter, ainsi que les répétitions de liens vers un même terme.
- Les liens externes sont à placer uniquement dans une section « Liens externes », à la fin de l'article. Ces liens sont à choisir avec parcimonie suivant les règles définies. Si un lien sert de source à l'article, son insertion dans le texte est à faire par les notes de bas de page.
- La présentation des références doit suivre les conventions bibliographiques. Il est recommandé d'utiliser les modèles {{Ouvrage}}, {{Chapitre}}, {{Article}}, {{Lien web}} et/ou {{Bibliographie}}. Le mode d'édition visuel peut mettre en forme automatiquement les références.
- Insérer une infobox (cadre d'informations à droite) n'est pas obligatoire pour parachever la mise en page.

Pour une aide détaillée, merci de consulter Aide:Wikification.
Si vous pensez que ces points ont été résolus, vous pouvez retirer ce bandeau et améliorer la mise en forme d'un autre article.
 (août 2024).
Le manoir de l'Aubinièreest une demeure du Haut-Anjou d'origine seigneuriale. Il se situe au bord de la rivière Mayenne sur le territoire de la commune française de Thorigné d'Anjou dans le département du Maine et Loire, en région Pays de la Loire.
Positionné en face de la Voie verte du chemin de halage de la Mayenne, le manoir de l'Aubinière est intégré à une aire de mise en valeur de l'architecture et du patrimoine.

## Localisation
Le manoir se situe, à l'ouest, en face du Parc départemental de l'Isle Briand, au nord, à proximité du pont à la sortie du Lion d’Angers en direction de Thorigné d'Anjou, à l'est, en bordure de la route du Val de Mayenne et de carrières de sables et, au sud, à "quelques encablures" du Moulin de Varennes. Isolé au bord de la rivière (2,3 km à l'ouest du village), il est aussi bordé, au nord, par le ruisseau de Thorigné.
Le toponyme « Aubinière » pourrait être dérivé du nom propre latin Albinus, qui était assez courant à l'époque romaine et médiévale. Ce nom signifie "blanc" ou "pur" en latin (albus). Le suffixe "-ière" pourrait indiquer un lieu appartenant ou lié à une personne nommée Albinus, comme une ferme, un domaine ou une propriété. A  Angers et dans ses alentours, plusieurs lieux ou bâtiments ont un lien avec Aubin d'Angers.

## Description
Le manoir est construit selon une orientation est/ouest. Les murs sont en pierre de pays avec des entourages de portes et de fenêtres en pierres de tuffeau. Il en est de même pour les 10 lucarnes qui ornent cette toiture en ardoises.

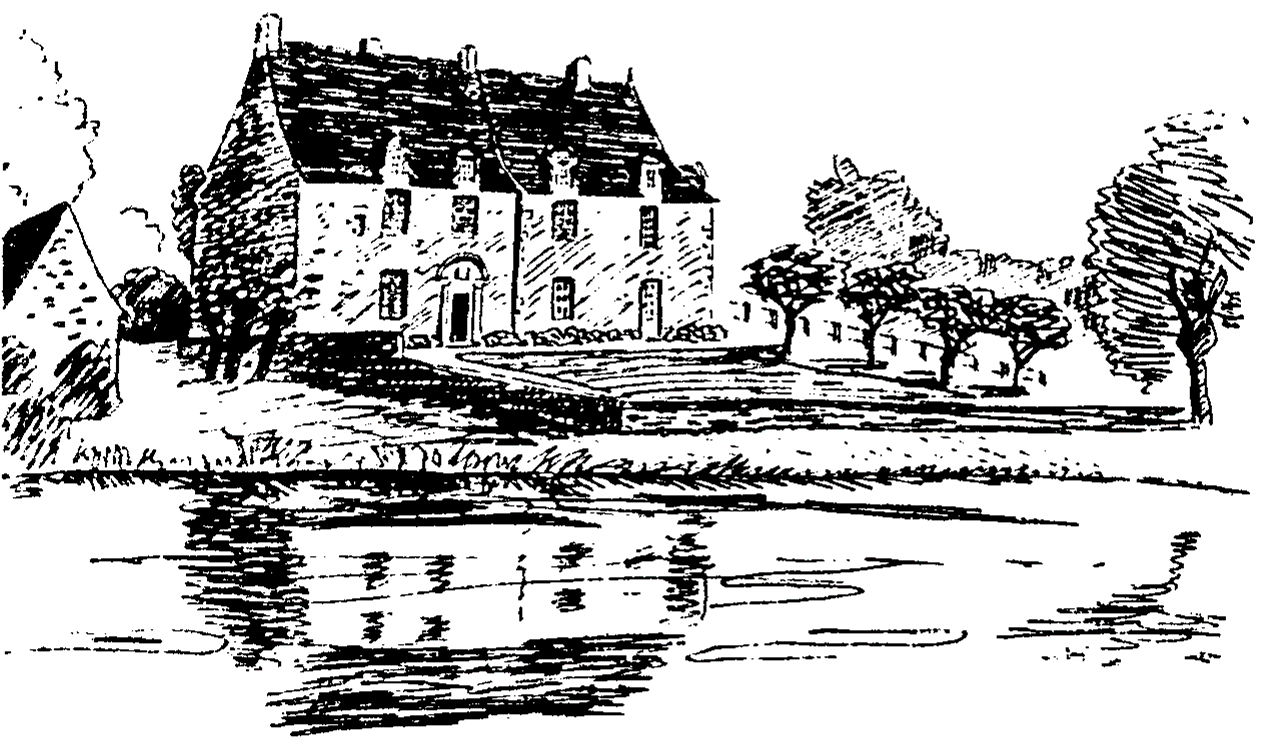
Vue côté rivière

Les bâtiments principaux se composent d’un logis en deux parties et de dépendances. Ces dernières ont été remaniées au début des années 2000 et sont désormais d'un seul tenant avec une orientation nord/sud. L'ensemble logis et dépendances forme un L avec, au milieu, une cour délimitée, à l'est et au sud, par des murets en pierres et en ardoises ajoutées récemment.
Si le manoir de l'Aubinière a été rénové, il n’a subi que peu de transformations depuis sa construction. Les principaux éléments intérieurs de cette bâtisse sont l’escalier en pierres et en ardoises et trois cheminées en tuffeau de la vallée de la Loire.

## Histoire
En juin 1940, les troupes françaises battues se replient vers la Loire, tandis que les soldats du 4ème Régiment de Dragons portés tentent de ralentir l'avancée allemande près de la Mayenne. Le 19 juin, des combats éclatent, notamment au pont de l'Aubinière, malgré le faible effectif français (150-175 hommes sur un front de 12 km). Mal équipés, ils sont rapidement débordés par les forces allemandes. Certains soldats sont capturés après s'être cachés dans l'eau, tandis que les résistances locales sont brisées. C’est l’un des rares endroits du Maine-et-Loire où il y a eu des combats face aux Allemands comme à Saumur avec les Cadets. Au Lion-d'Angers, les Dragons défendent la rivière (ouest-france.fr)
Jacques de Châtillon : « Sauver l'honneur, quelques jours encore »
Le lieutenant Jacques Chasseloup de Châtillon, âgé de 39 ans et père de quatre enfants, est mort lors des derniers combats à proximité du manoir de l'Aubinière en juin 1940. Chevalier de la Légion d'honneur et décoré de la croix de guerre, il avait laissé une lettre inachevée à sa femme. Refusant l'exemption malgré la naissance de son quatrième enfant, il rejoint son unité et meurt en défendant la Mayenne contre l'avance allemande.